# Мурат Шабановић
Мурат Шабановић (р. 1953) био је ратни командант II батаљона Прве подрињске бригаде Армије Босне и Херцеговине, током Рата у Босни и Херцеговини.
Остаће упамћено у историји да је срушио споменик нобеловцу Иви Андрићу у Вишеграду 1. јула 1991. године. Поред тога, био је главни актер ситуације у Вишеграду, када је хтео да дигне у ваздух хидроелектрану и тако направи катастрофу великих размера. Данас живи слободно у Сарајеву.

## Биографија
Мурат Шабановић, од оца Шабана, рођен је 7. јануара 1953. године у селу Ораховци крај Вишеграда. Има брата Авдију Шабановића, који је пред рат у Босни и Херцеговини био заменик председника странке СДА за Вишеград. Тужилаштво за ратне злочине Републике Србије је Тужилаштву БиХ проследило оптужницу против Мурата Шабановића 2013. године, али се Тужилаштво БиХ оглушило о тај захтев. Мурат Шабановић данас живи у Сарајеву. 

## Предратно деловање
Још пре ратних дешавања у источној Босни, Мурат Шабановић је имао антидржавно деловање против СФРЈ. Учествовао је у илегалном наоружавању муслимана у Вишеграду и околини 1991. и 1992. године, које је ишло преко Странке Демократске Акције (СДА). Његов брат Авдија Шабановић је у Вишеграду био заменик председника СДА.
Од 6. маја 1991. године Мурат Шабановић заједно са својим присташама је постављао барикаде и пунктове у Вишеграду и околини, те тако контролисао прилазе и кретање свих грађана, а највише Срба. Стално је ширио дезинформације о "четничким јединицама и шешељовцима" који ће напасти Вишеград сваког дана, што је био алиби за наоружавање муслимана.
Мурат Шабановић је са групом наоружаних паравојника 1. јула 1991. године око 17 сати, док је било неко окупљање (углавном младих) муслимана на Тргу ослобођења у Вишеграду ударио мацолом (тешким чекићем) по споменику нобеловцу Иви Андрићу, тако да је отпала глава на споменику, а Мурат је то бацио у Дрину. Цео овај догађај је снимљен камером, а видеокасете су после продаване. Овај вандалски чин је произашао из шовинизма и нетрпељивости сарајевских медија, који су пролећа 1991. године писали антијугославенске и антисрпске текстове.
У другој половини јула 1991. године долазио је у канцеларију директора фирме "Шумарство", пред киме се хвалио да је усташа, да је убијао и да ће убијати свакога ко му стане на пут. 1. августа 1991. године са својом групом наоружаних паравојника зауставио је 2 аутобуса из Краљева, пун жена и деце и том приликом их је задржао 8 сати без хране и воде, са психо-физичким малтретирањем.
Током јесени 1991. године, са својом групом паравојника из "Зелених Беретки" имао је низ пребијања, претњи пиштољем, вређања и отимачине и др. Полиција у Вишеграду никад га није позвала на разговор, а камоли да је ухапшен.
Почетком 1992. године учествовао је у акцији довођења муслиманских добровољаца из Рашке области (Србија) у Вишеград, којима је делио оружје и припремао их је за нападе на Србе и ЈНА.

## Ратни злочини
Мурат Шабановић је одговоран за следеће злочине:
Заједно са осталим припадницима Армије Босне и Херцеговине, за ратни злочин разарања цивилних објеката без војне потребе на подручју Вишеграда 13. априла 1992. Тада се обратио својим војницима следећим речима: "Ко није способан и спреман да убија и коље Србе, нека изађе из строја".
Учествовао је у гранатирању стамбених насеља, села, бране ХE Зворник, пуштањем воде из бране изазване су велике поплаве насеља, фабрика и др. Штета се процењује на 10 милиона немачких марака, a из реке је извађено 200 лешева Срба страдалих у овим нападима. Ово је урађено по директиви муслиманских власти из Сарајева, што показују документи послати 12. априла 1992. године у Вишеград;
- одговоран је за ратни злочин уништавање имовине праћено огромном материјалном штетом и људским жртвама. Именовани је заједно са осталим припадницима МОС-a учествовао у злодјелима почињеним на
подручју Вишеграда. Рушење бране ХE Зворник, штета 633.140 ДМ и губитак енергије 618.150 ДМ, друга штета на брани 4.581.441 ДМ, бројна убиства, уцјене, таоци и штит. Уништена готово сва српска села, попаљена и опљачкана имовина., као подстрекач, јер је мегафоном позивао муслимане да убијају Србе;
- одговоран је за организовање и извршење оружаних напада муслиманске полиције и војске у периоду од маја 1992. до средине 1994. на подручју општине Горажде када је убијено 145 цивила српске националности, наведени у КП Комитета бр. И-199;
- одговоран је за малтретирање и физичко злостављање припадника JНA, пријетња пиштољем, ударање по глави при чему је свједока облила крв и када је дошао себи отет му је новац у износу (30$ УСA и 50 ДМ) у
Вишеграду крајем новембра 1991. год.;
- одговоран је за разбојништво на друму у центру села Душћe са 15 наоружаних муслимана нападом на камион са цивилима српске националности, извођење из камиона, туча, пријетње и злостављање путника средином марта 1992. год.;
- одговоран је, као припадник муслиманских оружаних снага у Вишеграду, за узимање талаца и стварање логора у Вишеграду при чему је већи број Срба ухапсио и одвео у подрум Хидроцентрале Вишеград, држао их као таоце за лично спашавање због кривње, пуштања бране, a после пуштања бране наредио стражарима да их ликвидирају, али задатак није извршен, јер их је спасила војска JНA;
- одговоран је за учествовање у организовању и директном извршењу злочина над српским становништвом у 33 села и убиство три цивила у овим селима за које су у КП дата имена села и погинулих лица српске
националности. При томе су куће опљачкали па запалили, a приликом убистава чинили невиђена стравична звјерства над цивилима.

## Оптужнице
Мурат Шабановић није никада оптужен од стране Тужилаштва Босне и Херцеговине, нити Међународног Кривичног Суда за бившу Југославију (Хашки Трибунал). Постоје оптужнице из Србије, од Тужилаштва за ратне злочине, које је предато Тужилаштву БиХ 2012. године, али су они одбили да приведу Мурата Шабановића и отпочну суђење.